# Mort et funérailles de Jean-Paul II
 (janvier 2023).
Si vous disposez d'ouvrages ou d'articles de référence ou si vous connaissez des sites web de qualité traitant du thème abordé ici, merci de compléter l'article en donnant les références utiles à sa vérifiabilité et en les liant à la section « Notes et références ».

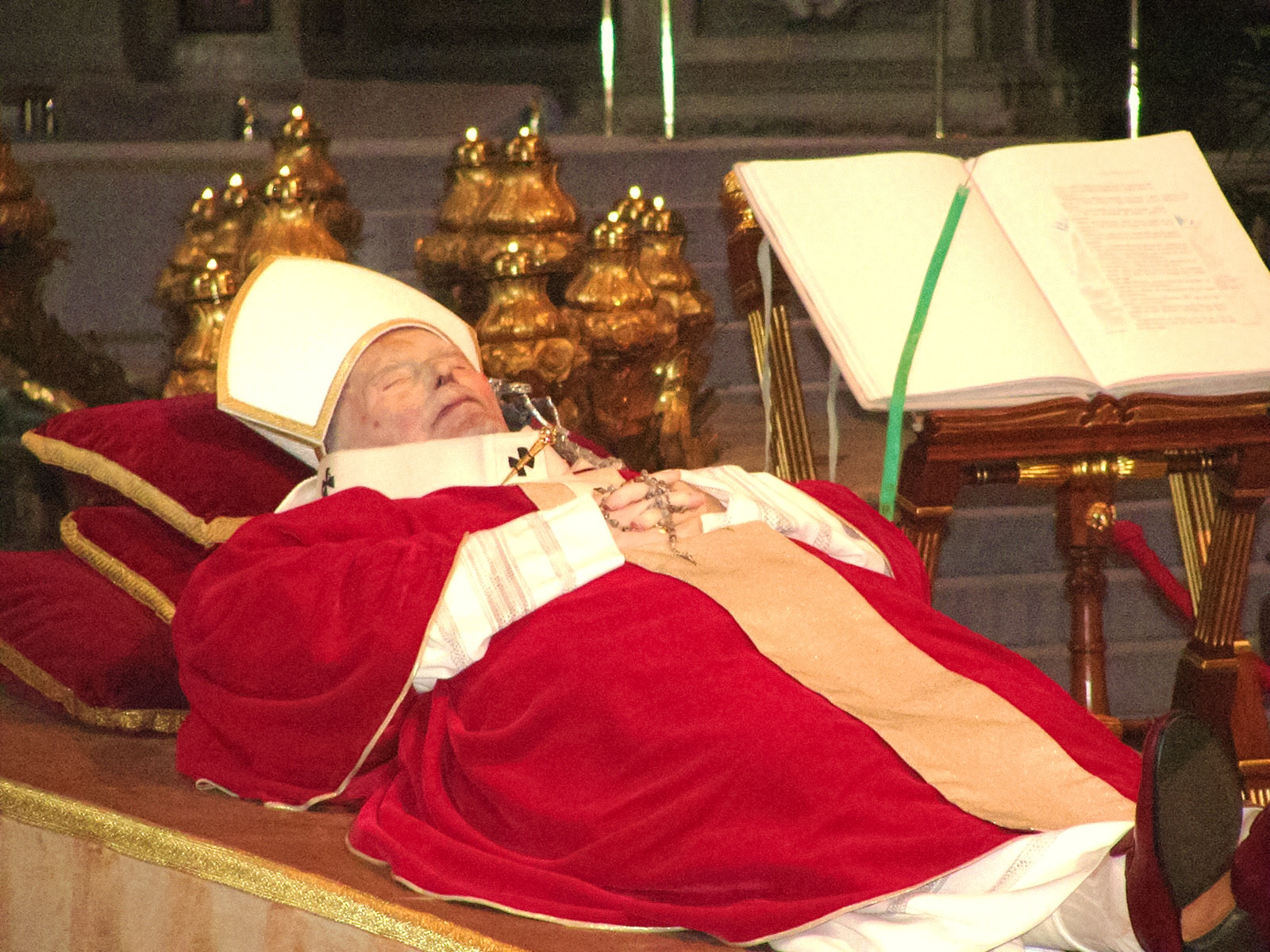
Le corps de Jean-Paul II, exposé dans la basilique Saint-Pierre.

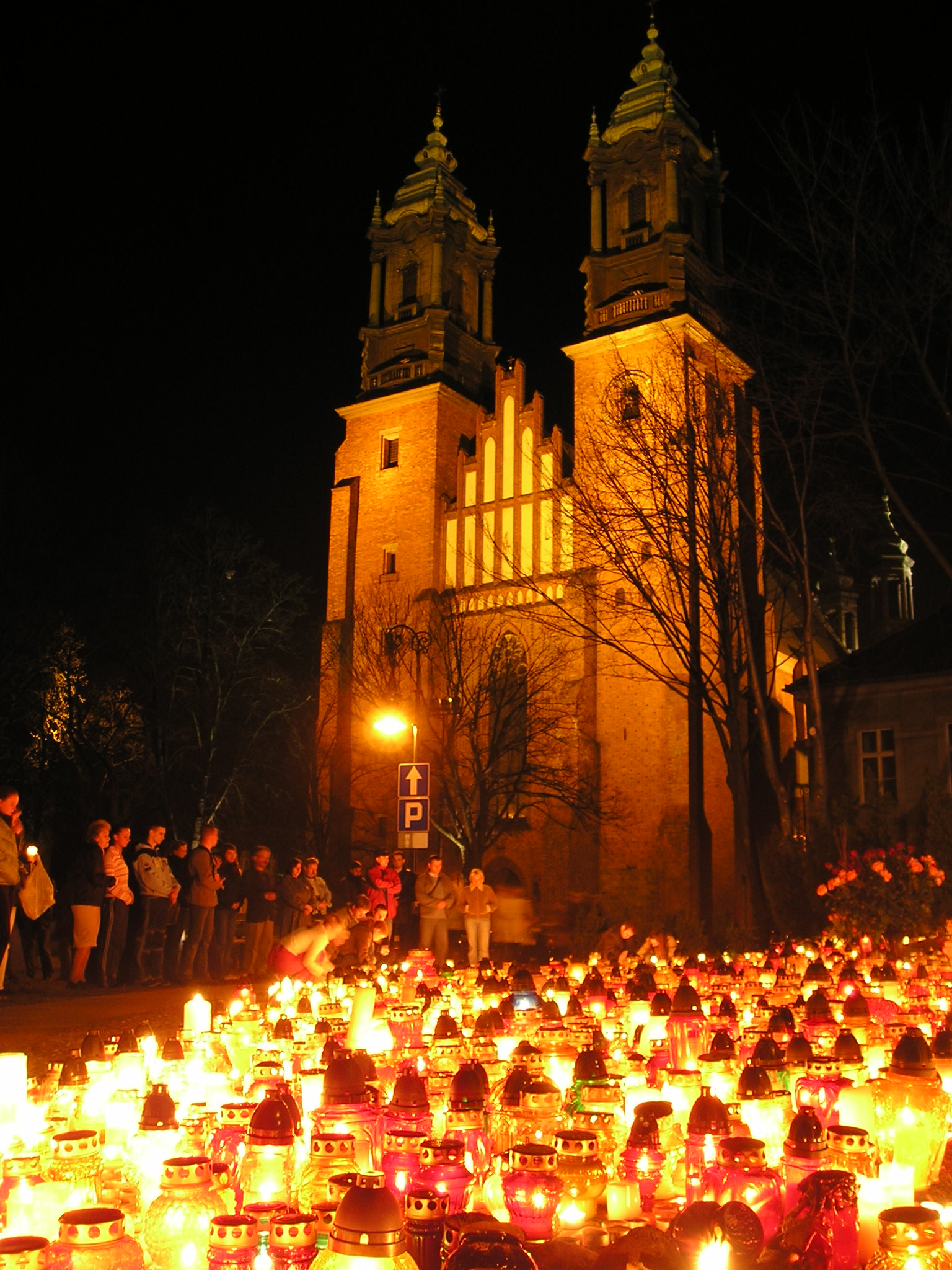
Les Polonais se recueillent dans tout le pays à l'annonce de la mort de Jean-Paul II, ici à Poznań.

La mort de Jean-Paul II a eu lieu au Vatican le 2 avril 2005 à 21 h 37 locale. Il est mort à 84 ans, après 26 ans et demi de pontificat. À la suite de la lente agonie du Pape, plusieurs dizaines de milliers de fidèles s'étaient spontanément rassemblés devant les appartements papaux sur la place Saint-Pierre à Rome depuis la veille au soir.
Les funérailles qui ont suivi se sont déroulées pendant six jours.
Les derniers jours du Pape, sa mort et ses funérailles sont abondamment suivis par la presse internationale.

## Derniers jours
Le 2 avril à 21 h 37, le Vatican annonce la mort du souverain pontife et les cloches de la basilique Saint-Pierre de Rome retentissent. Le cardinal Camillo Ruini, vicaire du pape, est chargé, selon le droit canonique, d'annoncer la mort officielle du pape, aux fidèles et au monde. Le soir de la mort, c'est le Substitut Leonardo Sandri, comme le veut la tradition, qui a annoncé la nouvelle aux fidèles.

## Cause du décès
D’après le certificat du décès publié le 3 avril par le Vatican, sa mort est due à un choc septique et à une insuffisance cardiaque. 
En 2007, le médecin du pape a insisté sur le fait que la lente agonie du pape ne constitue pas un cas d'euthanasie.

## Exposition du corps

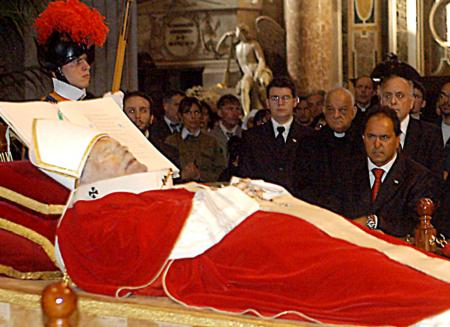
Le corps du pape Jean-Paul II dans la basilique Saint-Pierre de Rome.

Les dépouilles mortelles des papes font traditionnellement l'objet de soins d'embaumement réalisés par une famille romaine de thanatopracteurs, les Signoracci, afin d'être exposées pour permettre aux fidèles de rendre un dernier hommage aux pontifes, mais aussi pour maintenir leur corps présentable le temps que s'organisent les cérémonies funéraires. Celle de Jean-Paul II fait l'objet de soins de conservation confiés à une équipe de spécialistes de l'institut de médecine légale de la polyclinique de Tor Vergata. Ces soins de thanatopraxie sont critiqués, des traces de décomposition et de putréfaction apparaissant sur le visage du pontife lors de son exposition.

## Funérailles

### Événements en France
Toutes les cloches des églises de France ont retenti à 18 h 30 et même le grand bourdon Emmanuel de Notre-Dame de Paris, qui ne retentit que pour les évènements historiques de l'Histoire de France, a sonné le glas. Contrairement à de nombreux autres pays, le deuil national n'est pas décrété mais les drapeaux sont mis en berne sur les monuments publics.

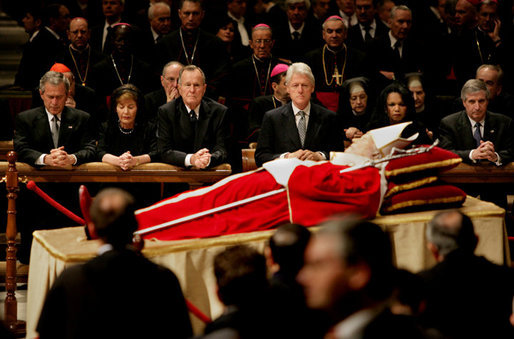
Les présidents américains agenouillés devant la dépouille de Jean-Paul II.

### Du 5 au 7 avril

#### Enterrement

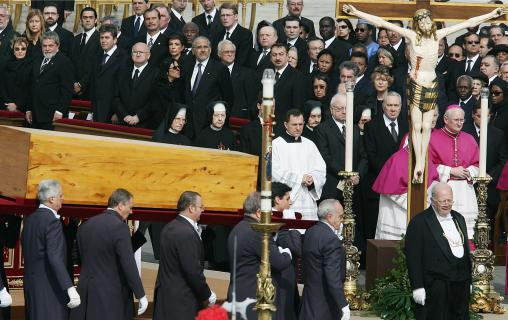
Les funérailles du pape Jean-Paul II

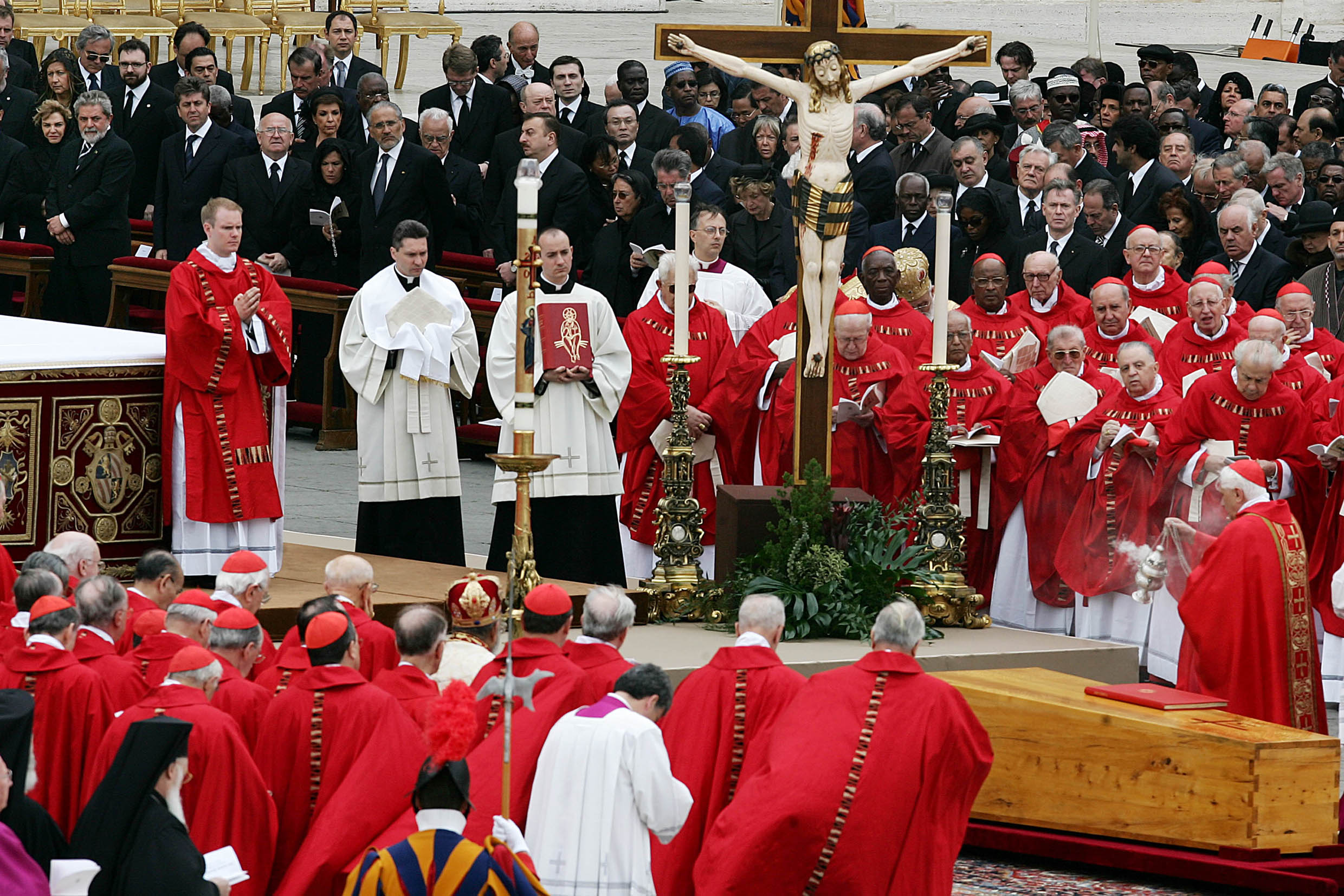
Les funérailles du pape Jean-Paul II

La Messe de Requiem, présidée par le cardinal Joseph Ratzinger et retransmise dans le monde entier, a duré environ trois heures et s'est déroulée sur le parvis de la basilique Saint-Pierre. Près d'un million de personnes étaient présentes devant la basilique Saint-Pierre. La cérémonie fut précédée par le défilé protocolaire et l'installation des deux cents dignitaires, parmi lesquels figuraient de nombreux chefs d'État, dont le président de la République italienne, Carlo Azeglio Ciampi, et son épouse, Franca Pilla. La procession se composait de près de 3 000 clercs, dont 107 cardinaux, 700 archevêques et évêques du monde entier. Une partie des chrétiens présents lors de la cérémonie ont exprimé leur désir de voir Jean-Paul II canonisé, en scandant « santo subito » (saint tout de suite). Le futur pape Benoît XVI, alors encore cardinal Ratzinger et responsable de l'office religieux, n'a pas répondu immédiatement à ces souhaits d'autant plus que ce mouvement était mûrement préparé et non spontané : l'exécuteur testamentaire de Jean-Paul II Stanisław Dziwisz a joué un rôle non négligeable et des banderoles étaient faites par le Mouvement des Focolari.
Lors de la cérémonie de mise en bière, à partir de 7 h 30, Mgr Pietro Marini a lu le Rogitum, où les œuvres du Pape sont consignées. Le visage du Pape est ensuite recouvert d'un voile de soie blanche, puis le Rogitum, scellé dans un tube et un sac de monnaies frappées pendant son pontificat sont déposés dans son cercueil de cyprès. Après l'office funèbre, celui-ci est ramené en procession à l'intérieur de la basilique où il est encastré dans un deuxième cercueil, de plomb, puis un troisième, d'orme verni, sur lequel le blason du pape et un crucifix sont déposés. Jean-Paul II est enterré dans la crypte de la basilique Saint-Pierre au Vatican à 14 h 20. La cérémonie d'inhumation s'est déroulée en l'absence des médias et a duré deux heures. Il repose près de la sépulture de l'apôtre saint Pierre, dans le caveau occupé avant lui par le pape Jean XXIII béatifié en 2003. Selon le Vatican, la niche a été réaménagée comme une cellule de monastère. Une grande dalle en marbre blanc de Carrare recouvre le caveau.

## Statistiques
D’après le service d’information du Vatican, plus de 6 000 accréditations (journalistes, photographes, reporters de radio-télévision) ont été délivrées pour la couverture de l’événement. Radio Vatican et le CTV ont permis la libre reproduction de leurs signaux. 137 chaînes couvrant 81 pays ont diffusé la messe de funérailles, tandis que Radio Vatican transmettait la cérémonie en sept langues. Le site Internet du Saint-Siège a reçu 1 300 000 visites en quelques jours.

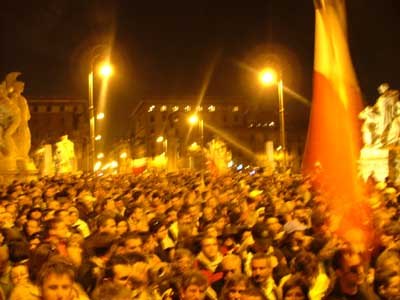
Le pont Victor-Emmanuel le 6 avril 2005

## Médiatisation
L'agonie de Jean-Paul II, sa mort et ses funérailles sont largement couverts par la presse internationale. Le journal italien La Repubblica écrit ainsi que « dans ce monde global et médiatisé, la mort d’un pape s’est transformée, pour la première fois, en un bouleversant événement planétaire qui a éclipsé toute autre réalité ».